# دونالد كينيدي (كاتب)
دونالد كينيدي (بالإنجليزية: Donald Kennedy)‏ هو أحيائي وكاتب أمريكي، ولد في 18 أغسطس 1931 في نيويورك في الولايات المتحدة.

## وصلات خارجية
- دونالد كينيدي على موقع إن إن دي بي (الإنجليزية)